# 東豊田 (日野市)
東豊田（ひがしとよだ）は、東京都日野市の町名。現行行政地名は東豊田一丁目から東豊田四丁目。

## 地理
日野市の中央部に位置する。
東から時計回りで、日野市川辺堀之内、日野市南平、日野市豊田、日野市多摩平、日野市神明、日野市大字豊田、に隣接する。

### 河川
- 浅川 ｰｰｰ 街区南側に存在。
- 黒川用水

### 面積
面積は以下の通りである。
| 丁目         | 面積（km2） |
| ------------ | ----------- |
| 東豊田一丁目 | 0.30        |
| 東豊田二丁目 | 0.20        |
| 東豊田三丁目 | 0.16        |
| 東豊田四丁目 | 0.16        |
| 計           | 0.82        |

### 地価
住宅地の地価は、2025年（令和7年）1月1日の公示地価によれば、東豊田1丁目12番23の地点で21万4000円/m2、東豊田4丁目19番15の地点で23万8000円/m2となっている。

## 世帯数と人口
2025年（令和7年）8月1日現在（日野市発表）の世帯数と人口は以下の通りである。
| 丁目         | 世帯数    | 人口    |
| ------------ | --------- | ------- |
| 東豊田一丁目 | 911世帯   | 1,924人 |
| 東豊田二丁目 | 508世帯   | 1,072人 |
| 東豊田三丁目 | 1,209世帯 | 2,329人 |
| 東豊田四丁目 | 959世帯   | 1,977人 |
| 計           | 3,587世帯 | 7,302人 |

### 人口の変遷
国勢調査による人口の推移。
| 年                 | 人口  |
| ------------------ | ----- |
| 1995年（平成7年）  | 5,829 |
| 2000年（平成12年） | 5,911 |
| 2005年（平成17年） | 6,196 |
| 2010年（平成22年） | 6,617 |
| 2015年（平成27年） | 6,928 |
| 2020年（令和2年）  | 7,492 |

### 世帯数の変遷
国勢調査による世帯数の推移。
| 年                 | 世帯数 |
| ------------------ | ------ |
| 1995年（平成7年）  | 2,319  |
| 2000年（平成12年） | 2,473  |
| 2005年（平成17年） | 2,686  |
| 2010年（平成22年） | 2,948  |
| 2015年（平成27年） | 3,088  |
| 2020年（令和2年）  | 3,437  |

## 学区
市立小・中学校に通う場合、学区は以下の通りとなる（2023年10月時点）。
| 丁目         | 番・番地等                       | 小学校                 | 中学校                 |
| ------------ | -------------------------------- | ---------------------- | ---------------------- |
| 東豊田一丁目 | 1〜11番地 16〜29番地 39〜46番地  | 日野市立豊田小学校     | 日野市立七生中学校     |
| 東豊田一丁目 | 12〜15番地 30〜38番地 47〜55番地 | 日野市立豊田小学校     | 日野市立日野第二中学校 |
| 東豊田二丁目 | 全域                             | 日野市立豊田小学校     | 日野市立日野第二中学校 |
| 東豊田三丁目 | 全域                             | 日野市立日野第五小学校 | 日野市立日野第二中学校 |
| 東豊田四丁目 | 全域                             | 日野市立豊田小学校     | 日野市立日野第二中学校 |

## 交通

### 鉄道
| 隣接する街区に存在する駅            |
| ----------------------------------- |
| JR中央線 JR中央本線 - 豊田駅(JC 21) |

### 道路
- 一番橋通り
- 東京都道159号豊田高幡線

## 事業所
2021年（令和3年）現在の経済センサス調査による事業所数と従業員数は以下の通りである。
| 丁目         | 事業所数  | 従業員数 |
| ------------ | --------- | -------- |
| 東豊田一丁目 | 23事業所  | 241人    |
| 東豊田二丁目 | 28事業所  | 178人    |
| 東豊田三丁目 | 32事業所  | 128人    |
| 東豊田四丁目 | 21事業所  | 238人    |
| 計           | 104事業所 | 785人    |

### 事業者数の変遷
経済センサスによる事業所数の推移。
| 年                 | 事業者数 |
| ------------------ | -------- |
| 2016年（平成28年） | 110      |
| 2021年（令和3年）  | 104      |

### 従業員数の変遷
経済センサスによる従業員数の推移。
| 年                 | 従業員数 |
| ------------------ | -------- |
| 2016年（平成28年） | 684      |
| 2021年（令和3年）  | 785      |

## 施設

### 東豊田二丁目
- 日野市立豊田小学校

### 東豊田三丁目
- 黒川清流公園

## その他

### 日本郵便
- 郵便番号 : 191-0052[3]（集配局 : 日野郵便局[15]）。